# Пономарёва, Ксения Никитична
Ксения Никитична Пономарёва (1901—1983) — бригадир полеводческой бригады совхоза (подсобного хозяйства) имени Куйбышева Кузнецкого металлургического комбината Министерства металлургической промышленности СССР, Кузнецкий район Кемеровской области, Герой Социалистического Труда (31.10.1949).

## Биография
Родилась 24 января 1901 года.
С 1938 г. бригадир полеводческой бригады совхоза имени Куйбышева (подсобного хозяйства Кузнецкого металлургического комбината) (посёлок Мир).
Герой Социалистического Труда (31.10.1949) — за получение высоких урожаев картофеля и овощей.
Награждена орденами и медалями.
Умерла в 1983 году.